# 劉至翰
劉至翰（1975年2月4日—），台灣男演員。

## 家庭背景
劉至翰的父親是劉尚謙，父親啟蒙了他對戲劇的喜愛，後來到日本唸書，學習演藝相關課程。妹妹劉致妤，同為童星，兄妹一起拍了殭屍系列電影，後一起到日本讀書，妹妹一直在日本發展，近年才回到台灣。以及一位同父異母的弟弟為演員孫沁岳。

## 作品

### 戲劇
| 年份   | 頻道       | 劇名             | 角色                |
| ------ | ---------- | ---------------- | ------------------- |
| 1999年 | 中視       | 女人香           | 李國平              |
| 1999年 | 中視       | 親親你是我的寶貝 | 譚大治              |
| 2000年 | 華視       | 吉祥如意年年來   | 李如意              |
| 2000年 | 華視       | 女生向前走       | 管浩中              |
| 2001年 | 華視       | 追夫三人行       | 王世航              |
| 2001年 | 台視       | 感應拍檔         | 周拓                |
| 2002年 | 民視       | 超人氣學園       | 孫達偉              |
| 2002年 | 民視       | 愛情風味屋       | 夏天                |
| 2002年 | 華視       | 愛上總經理       | 劉博強              |
| 2002年 | 三立台灣台 | 桂花巷           | 辛瑞雨              |
| 2002年 | 華視       | 大家樂歡天       | 陳杰倫              |
| 2003年 | 衛視中文台 | 第8號當舖        | 李平                |
| 2003年 | 台視       | 再見阿郎         | 鄭宗勝              |
| 2003年 | 三立都會台 | 千金百分百       | 主持人(客串)        |
| 2003年 | 公視       | 家               | 林聰敏              |
| 2004年 | 公視       | 一樣的月光       | 林志宏              |
| 2004年 | 民視       | 意難忘           | 林大中              |
| 2006年 | 三立都會台 | 微笑PASTA        | 白總監(客串)        |
| 2006年 | 台視       | 神機妙算劉伯溫   | 李祺                |
| 2007年 | 民視       | 愛               | 楊正傑              |
| 2007年 | 衛視中文台 | 新還君明珠       | 秦天宏              |
| 2008年 | 三立台灣台 | 我一定要成功     | 何向東              |
| 2008年 | 華視       | 三明治先生       | 康靖威              |
| 2009年 | 華視       | 開封有個包青天   | 劉青雲              |
| 2009年 | 三立台灣台 | 天下父母心       | 陳志輝 白海豚       |
| 2011年 | 三立台灣台 | 牽手             | 李慶鸿 林慶鴻       |
| 2012年 | 台視       | 東華春理髮廳     | 陳小華              |
| 2015年 | 江西卫视   | 绝路逢生         | 周玖                |
| 2015年 | 三立台灣台 | 世間情           | 谷明倫              |
| 2016年 | 三立都會台 | 舞吧舞吧在一起   | 李醫師(客串)        |
| 2016年 | 大愛電視台 | 阿燕             | 賴南山              |
| 2019年 | 三立台灣台 | 炮仔聲           | 李建華              |
| 2020年 | 大愛電視台 | 大林學校         | 王家豪(客串)        |
| 2020年 | 東森戲劇台 | 姊妹們追吧       | 建東兄(客串)        |
| 2023年 | 民視       | 市井豪門         | 羅彥彬              |
| 2024年 | 民視       | 好運來           | 楊文斌(黑豹) 高海生 |

#### 電影
| 年份   | 片名               | 飾演          |
| ------ | ------------------ | ------------- |
| 1986年 | 殭屍小子           | 西瓜皮        |
| 1987年 | 哈囉殭屍           | 西瓜皮        |
| 1988年 | 幽幻道士           | 西瓜皮        |
| 1988年 | 來來殭屍           | 西瓜皮        |
| 1990年 | 新十二生肖         | 馬肖          |
| 2011年 | 邊城生死戀         | 烏沙          |
| 2011年 | 燦爛丁香           | 方志良/沈大橋 |
| 2011年 | 埋伏               | 洪哲          |
| 2013年 | 微光閃亮第一個清晨 | 周志遠        |

### 書籍
| 年份   | 書名                     | 作者   |
| ------ | ------------------------ | ------ |
| 2003年 | 《男人之味taste 寫真集》 | 劉至翰 |

### 主持
- 1999年 華視 《地球萬萬歲》
- 2001年 緯來 《哈拉新幹線》
- 2012年 華視 《吃喝玩樂遊地球》
- 2013年 中國大陸 《型男妙主夫》

## 外部連結
- 劉至翰的Facebook專頁
- 劉至翰的新浪微博
- 劉至翰在香港影庫上的簡介
- 劉至翰在豆瓣上的资料（简体中文）
- 華文影史庫 劉至翰 簡介 （页面存档备份，存于）